# Рункурел
Рункурел (рум. Runcurel) — село у повіті Горж в Румунії. Входить до складу комуни Метесарі.
Село розташоване на відстані 247 км на захід від Бухареста, 27 км на південний захід від Тиргу-Жіу, 86 км на північний захід від Крайови.

## Населення
За даними перепису населення 2002 року у селі проживали 430 осіб, усі — румуни. Усі жителі села рідною мовою назвали румунську.